# 新西蘭黏盲鰻

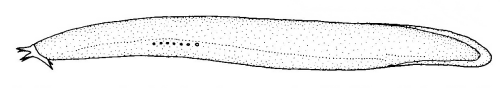
由Tony Ayling所繪的新西蘭黏盲鰻

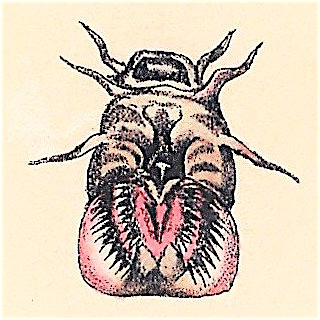
新西蘭黏盲鰻的口部繪圖

新西蘭黏盲鰻，為盲鳗科黏盲鰻屬的其中一種，分布於西太平洋澳洲西部、南部及紐西蘭海域，為深海魚類，棲息深度可達1000公尺，體延長呈圓柱狀，體後方側扁，眼退化為皮膚所覆蓋，無上下頜，口腔外緣具3對鬚，它有七對鰓袋，在身體的下側黏液孔形成一條線，其中許多黏液孔呈白色環狀，成魚體色通常呈灰褐色，帶有粉紅色或淡藍色調，幼魚體色較淺，體長可達97公分，主要棲息在大陸坡泥底部，屬肉食性，主要以腐屍為食，也會捕食其他生物，透過觸鬚與依靠獨特的鼻腔通道來嗅出獵物，以黏液使獵物窒息，沒有交配器官，性腺位於腹膜腔內，卵巢位於性腺的前部，睾丸位於性腺的後部，若性腺的顱部發育，則成為雌性；若性腺的尾部發生分化，則成為雄性，生活習性不明。